# Język białoruski
     Północno-wschodnie
     Południowo-zachodnie
     Gwary środkowobiałoruskie
     Poleskie (gwary zachodniopoleskie)
     Zasięg gwar białoruskich (1903, Karski)
     Wschodnia granica zasięgu rosyjskich gwar zachodnich (1967, Zachawara, Arłowa)
     Granica pomiędzy gwarami białoruskimi i ukraińskimi (1980, Biaŭzienka)

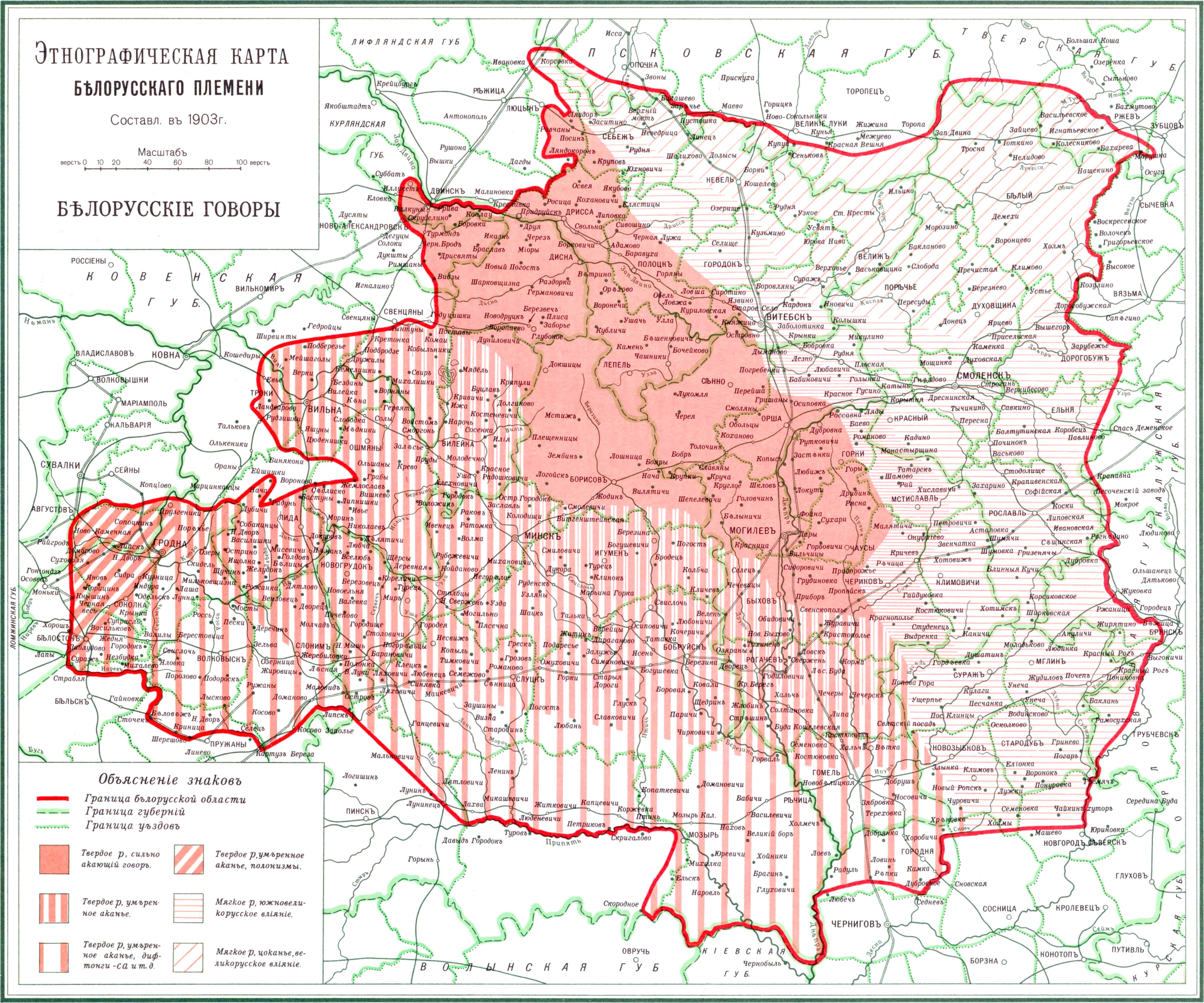
Mapa etnograficzna przedstawiająca rozmieszczenie ludności i gwar białoruskich (1903, Karski)

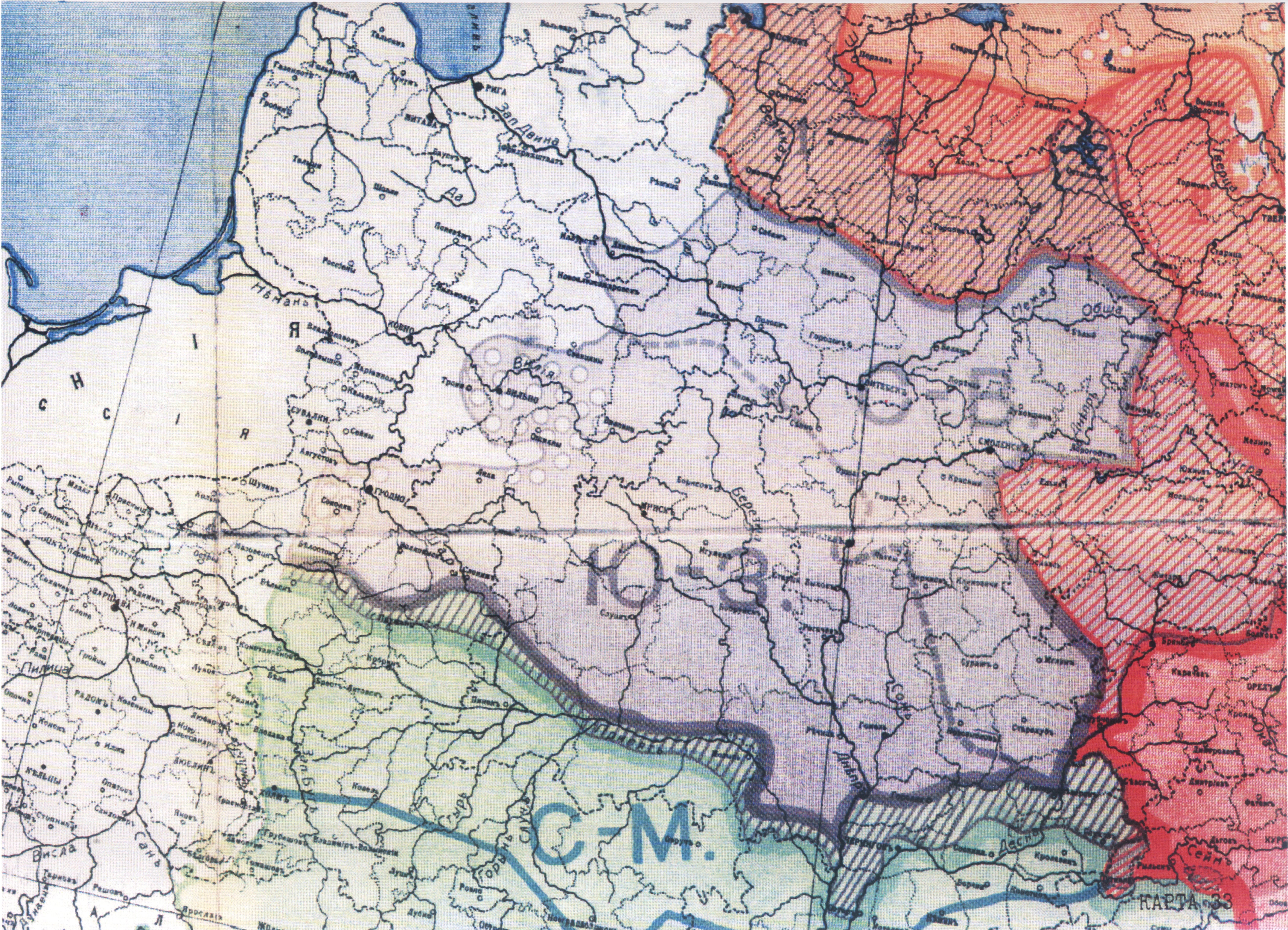
Zasięg języka białoruskiego jako dialektu języka rosyjskiego, 1914

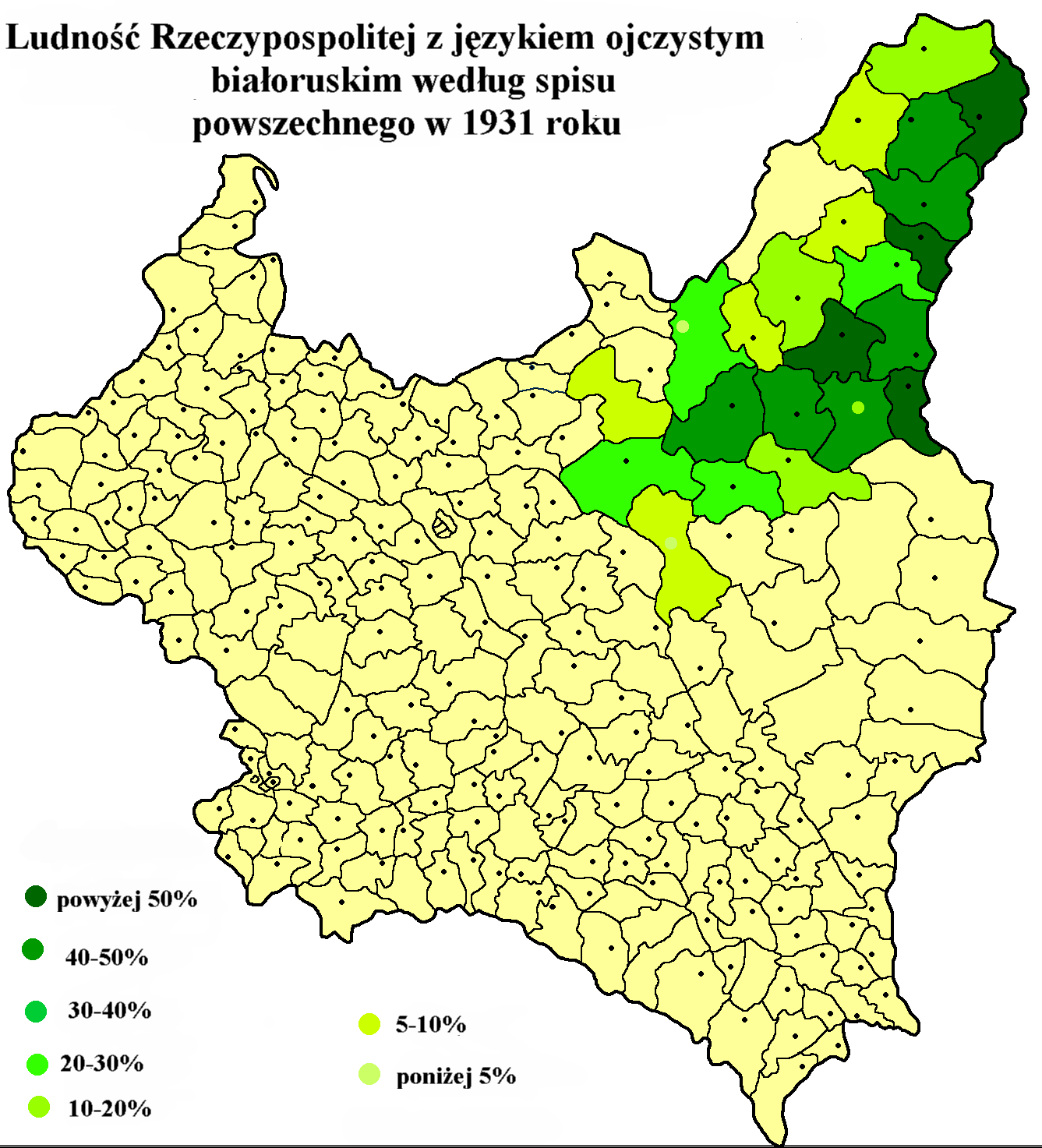
Ludność Rzeczypospolitej z językiem ojczystym białoruskim, według spisu powszechnego 1931 roku

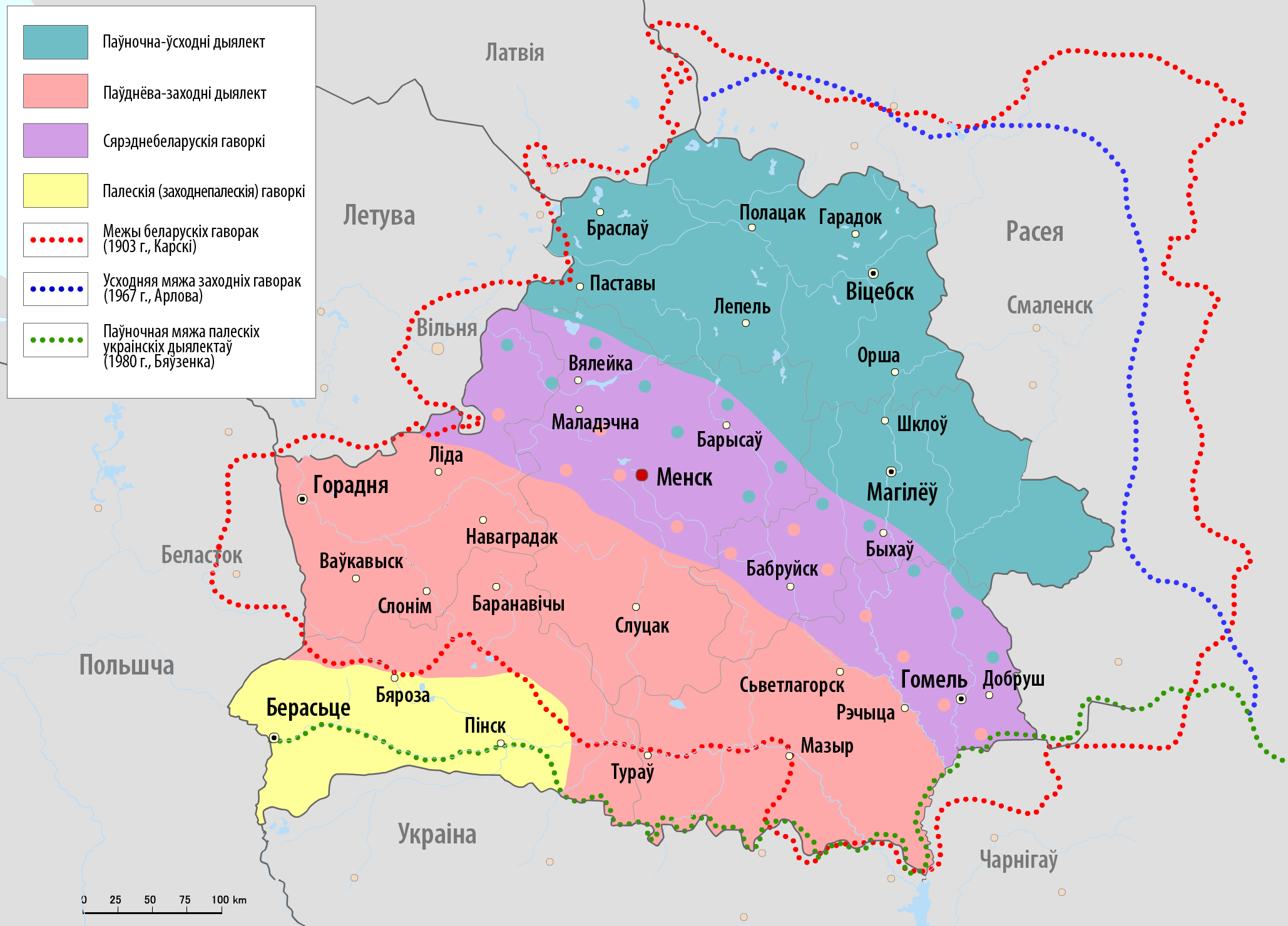
Dialekty języka białoruskiego
Północno-wschodnie
Południowo-zachodnie
Gwary środkowobiałoruskie
Poleskie (gwary zachodniopoleskie)
Linie
Zasięg gwar białoruskich (1903, Karski)
Wschodnia granica zasięgu rosyjskich gwar zachodnich (1967, Zachawara, Arłowa)
Granica pomiędzy gwarami białoruskimi i ukraińskimi (1980, Biaŭzienka)

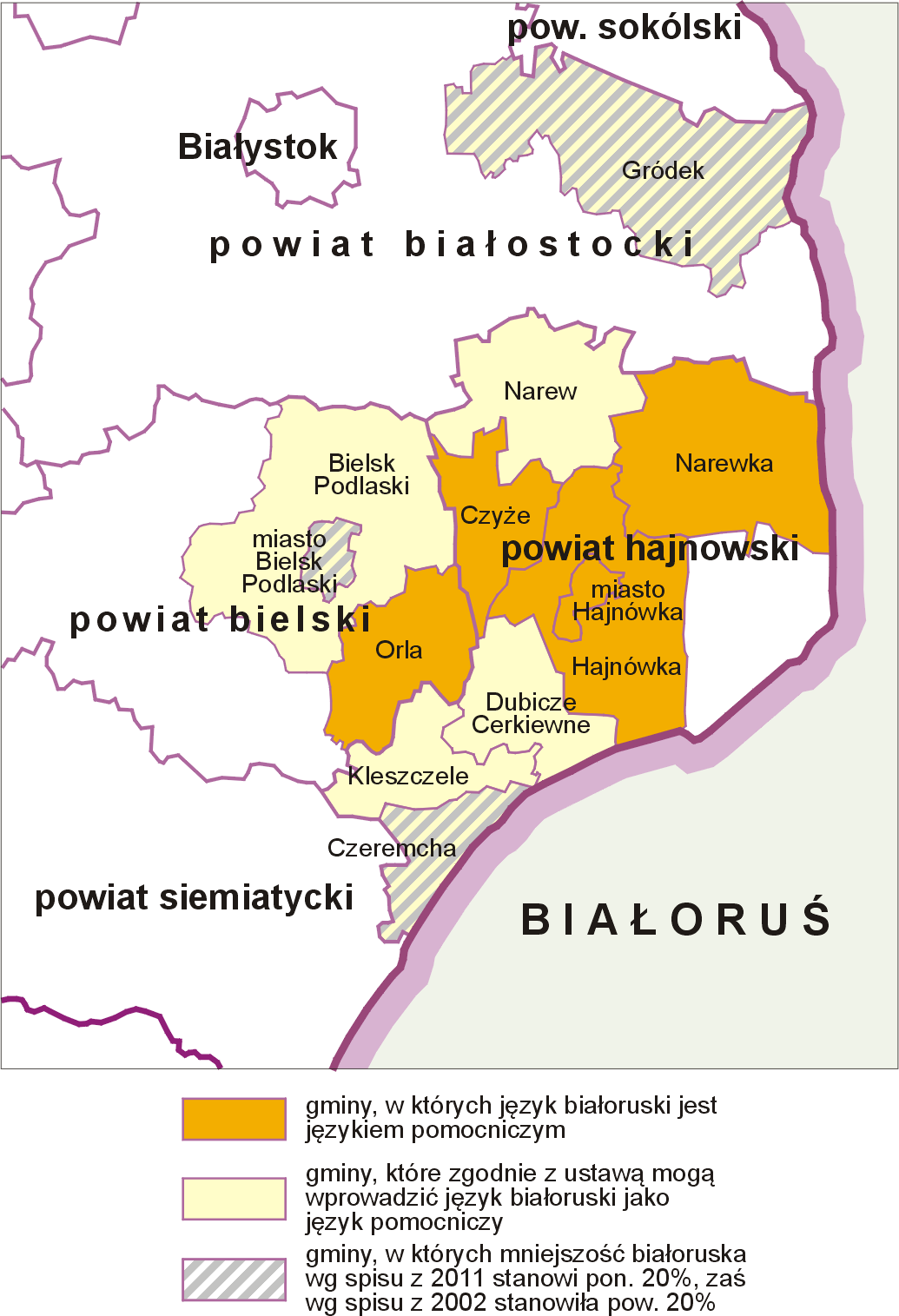
Gminy w województwie podlaskim, w których wprowadzono lub można wprowadzić język białoruski jako język pomocniczy (08.02.2010).

Język białoruski (biał. беларуская мова, biełaruskaja mova) – język wschodniosłowiański używany głównie na Białorusi. Liczba osób posługujących się nim wynosi około 6,5 miliona.
Język białoruski wyodrębnił się z języka ruskiego w XIV wieku. Białoruski język literacki powstał w XIX wieku, zaś literatura piękna w tym języku rozwinęła się w XX wieku; literatura białoruska nie jest tożsama z literaturą w języku ruskim, z którego wyodrębnił się zarówno język białoruski, jak i język ukraiński.
Język białoruski, równolegle z zanikiem wielu innych elementów składających się na tożsamość narodową Białorusinów, wypierany jest w procesie rusyfikacji Białorusi przez język rosyjski.

## Historia
Okresy w historii języka białoruskiego:
1. język staroruski, ogólnoruski (X – XIV w.)
2. język ruski, zachodnioruski (XIV – XVIII w.)
  - formowanie języka ruskiego (XV w.)
  - złoty wiek, język państwowy w Wielkim Księstwie Litewskim (XVI w.)
  - stopniowy upadek (XVIII w.)
  - język ludowy (XVIII w.)
3. nowy (współczesny) język białoruski
  - formowanie (XIX w.)
  - rozwój języka (XX w.).

W XIII wieku język ruski stał się językiem państwowym Wielkiego Księstwa Litewskiego. Pierwsza drukowana książka w tym języku wydana została przez Franciszka Skarynę w 1517 roku. Wydając w latach 1517–1519 księgi Starego Testamentu po rusku (Biblia Franciszka Skaryny), był on autorem drugiego na świecie tłumaczenia Biblii na język niekanoniczny. W XVI wieku jedna z pierwszych kodyfikacji prawa w Europie – tzw. statuty litewskie (1529, 1566, 1588) – pisane były po rusku. Język Statutów Litewskich, odpowiadał mowie potocznej przeważającej części mieszkańców ówczesnego państwa litewskiego, miał podstawę słowiańską, zbliżoną do staropolskiego i starobiałoruskiego, a najbardziej przypominał miejscową mowę, nazywaną obecnie mową „prostą”. Język ruski był też językiem dyplomacji Wielkiego Księstwa Litewskiego, używanym w kontaktach z Rosją i Polską. Następnie pojawiły się pierwsze gramatyki tego języka (1596 Ławrentij Zyzanij-Tustanowski, 1619 Melecjusz Smotrycki). Po zawarciu unii lubelskiej (1569) zaczęła się ekspansja języka polskiego na ziemie księstwa. Wskutek tego w 1697 roku język ruski został zastąpiony oficjalnie językiem polskim jako urzędowym.
Lata od XVIII do połowy XIX wieku był okresem upadku języka ruskiego. Liczne wojny doprowadziły do zmniejszenia się ludności ruskiej w XVIII wieku, a w 1795 roku wskutek ostatniego rozbioru Rzeczypospolitej ziemie ruskie włączono do Rosji.
Język białoruski w XIX w. (po upadku powstania styczniowego) zaczęto zapisywać w alfabecie polskim, ze względu na zakaz drukowania w języku białoruskim. Dopiero później zastąpiony został cyrylicą (dyskusja na łamach gazety „Naša niva” w 1916 roku). Język ruski był zapisywany także przy pomocy pisma arabskiego (tzw. al-kitaby) przez Tatarów litewskich, którzy zostali osiedleni na terenach Podlasia i Litwy w celu ochrony ziem granicznych przed najazdami Krzyżaków.
Odrodzenie i nowoczesne kształtowanie współczesnego języka białoruskiego nastąpiło dopiero w połowie XIX wieku dzięki twórczości polskich i białoruskich postaci życia literackiego: Jana Barszczewskiego, Władysława Syrokomli, Wincentego Dunina-Marcinkiewicza, Franciszka Bahuszewicza, Adama Hurynowicza i innych pisarzy i poetów.
W roku 1918 uzyskał status języka państwowego Białoruskiej Republiki Ludowej, później Białoruskiej Socjalistycznej Republiki Radzieckiej.
Według wyników spisu powszechnego z 1931 roku 990 tys. obywateli II RP podało język białoruski jako ojczysty, a na Polesiu 700 tys. – język „tutejszy”. Wśród ludności białoruskiej w II RP 77,6 procent stanowili analfabeci. Do inteligencji zaliczało się 0,17 procent ludności. Stopniowo likwidowano w II RP szkolnictwo białoruskie. O ile w roku szkolnym 1918/1919 istniało 346 szkół białoruskich to w 1937 roku zostało tylko 5 szkół powszechnych białorusko – polskich, 44 szkoły w których wykładano białoruski jako jeden z przedmiotów i jedno gimnazjum białoruskie.
Do lat 40. oprócz języka białoruskiego na radzieckiej Białorusi językami urzędowymi były również język rosyjski, jidysz i polski. Do rozwoju i dalszego kształtowania się języka literackiego przyczynili się wybitni poeci i pisarze białoruscy początku XX wieku Janka Kupała, Jakub Kołas, Maksim Bahdanowicz, Maksim Harecki, Wacłau Łastouski, Jazep Losik, Zmitrok Biadula, Kuźma Czorny i in.
Koniec lat 20, lata 30 – okres represji stalinizmu. Zaczęła się ostra walka z tzw. „nacdemami” (nacjonał-demokratyzmem) na obszarze Białoruskiej SRR. Znaczna liczba inteligencji białoruskiej została zamordowana.
Po zajęciu ziem białoruskich wchodzących w skład II RP język białoruski obok rosyjskiego uzyskał status języka urzędowego. W styczniu 1940 roku zaczął funkcjonować na tych terenach nowy system szkolnictwa na wzór radzieckiego ze zdecydowaną przewagą liczbową szkół białoruskich. Promowano naukę w języku białoruskim, a organy partyjne dostały zadanie „likwidowania lekceważącego stosunku do języka białoruskiego istniejącego w kręgach rządzących środowiskach nacjonalistycznych byłej Polski oraz wśród części zacofanej ludności białoruskiej". Taka polityka spowodowała niespotykany wcześniej awans języka białoruskiego.

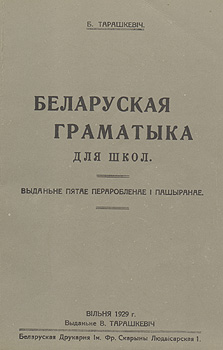
Podręcznik gramatyki autorstwa B. Taraszkiewicza – wydany w Wilnie 1929, cyrylica

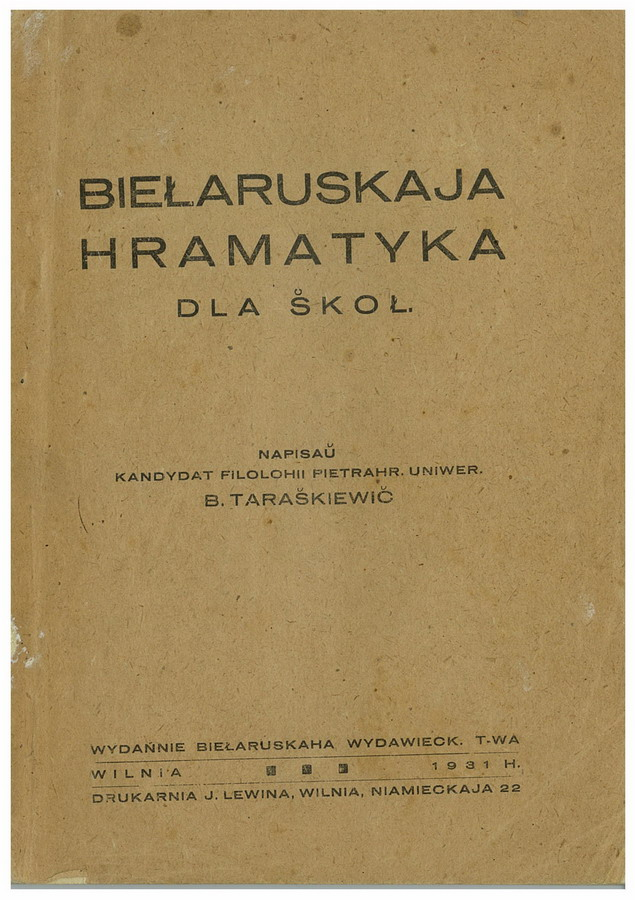
Podręcznik gramatyki autorstwa B. Taraszkiewicza – wydany w Wilnie 1931, łacinka

Zmiany na lepsze zaszły dopiero w końcowym okresie pierestrojki. W 1991 roku weszła nowa ustawa o językach na Białorusi. Język białoruski został jedynym językiem państwowym. Jednak ta norma prawna uległa zmianie w 1995 wskutek polityki elit rządzących Białorusią od 1994 roku. Obecnie język białoruski jest zastępowany rosyjskim (chociaż formalnie na Białorusi obowiązują dwa języki). Język białoruski jest także używany w Polsce, na Podlasiu, i wśród emigrantów białoruskich w Kanadzie. Znaczna część białoruskiego społeczeństwa w codziennych kontaktach posługuje się tzw. trasianką (mową łączącą elementy języka rosyjskiego i białoruskiego). W trasiance dominuje rosyjska leksyka. Fonetycznie jest bliższa białoruskiemu. Udział cech białoruskich i rosyjskich jest zależny od danego użytkownika, trasianka jest pozbawiona skodyfikowanej normy.
Do rozwoju współczesnego języka literackiego przyczynili się polscy pisarze XVIII-wieczni K. Maroszewski, M. Korycki, w XIX wieku – Jan Czeczot, Władysław Syrokomla, F. Dunin-Marcinkiewicz, F. Bohuszewicz i inni. Nad opracowaniem norm nowożytnego języka literackiego pracował Bronisław Taraszkiewicz, który w 1918 r. wydał pierwszą gramatykę nowoczesnego języka białoruskiego określanego jako Taraszkiewica.

## Dialekty
Wyróżnia się dwie grupy dialektów:
- Północno-wschodnie – Główne cechy to swoisty typ akania, tzw. akanie dysymilatywne. Polega ono na tym, że nieakcentowane a, e oraz o wymawia się w sylabach nieakcentowanych jednakowo jako a, ale tylko jeśli w sylabie pod akcentem jest głoska inna niż a (np. ńasú „niosę”). Jeśli w sylabie pod akcentem jest a to te trzy wspomniane głoski wymawia się jak zredukowane i lub y (np. vydá „woda”, ale już vadý „wody”).
- Południowo-zachodnie – Główną cechą jest akanie bez dysymilacji, najbardziej zbliżone do tego w białoruskim języku literackim (np. ńasú, vadá). Drugą ważną różnicą od gwar północno-wschodnich jest wymowa dyftongów i̯e oraz u̯o w miejsce dawnych długich e oraz o oraz w miejsce dawnego ě (jać). Gwary północno-wschodnie mają tu zwykłe e oraz o.

Pomiędzy tymi dwoma narzeczami znajduje się pasmo gwar środkowobiałoruskich o charakterze dialektów przejściowych.

## Język białoruski na Białorusi
W trakcie spisu narodowego Białorusi 2009 roku 4 841 319 osób narodowości białoruskiej zadeklarowało język białoruski jako język rodzinny, również 217 015 osób innych narodowości (w tym 171 287 Polaków) zadeklarowało białoruski jako język rodzinny; w sumie to 53,22% populacji Białorusi. 1 009 935 osób narodowości białoruskiej wskazało białoruski jako język drugi, 271 778 osób innych narodowości też wskazało białoruski jako język drugi (w tym 181 091 Rosjan); w sumie to 13,49% populacji Białorusi. Łącznie na Białorusi w 2009 r. zadeklarowało język białoruski jako język rodzinny 5 058 334 osób, oprócz tego 1 281 713 wskazało białoruski jako język drugi; według spisu na Białorusi było 6 340 047 osób, władających językiem białoruskim. Mimo że 2/3 ludności Białorusi zadeklarowało swobodne posługiwanie się językiem białoruskim (jako językiem rodzinnym lub drugim), liczba mieszkańców Białorusi którzy zadeklarowali że posługują się językiem białoruskim w domu wyniosła 2 073 853 osób narodowości białoruskiej, oraz 153 271 osób innych narodowości (w tym 120 378 Polaków), co w sumie stanowi 23,43% populacji Białorusi; tzn. prawie 2/3 obywateli Białorusi, którzy dobrze znają język białoruski, nie mówi w tym języku w domu.

## Język białoruski w Polsce
Zgodnie z ustawą z dnia 6 stycznia 2005 r. o mniejszościach narodowych i etnicznych oraz o języku regionalnym, język białoruski został wprowadzony jako język pomocniczy w 5 gminach województwa podlaskiego (pomimo kontrowersji dotyczących tego, czy język białoruski jest w ogóle językiem ludności tego regionu), kolejno w:
- gminie miejskiej Hajnówka (Гайнаўка) od 3 grudnia 2007 r.
- gminie Orla (Гміна Орля) od 7 maja 2009 r.
- gminie Narewka (Гміна Нараўка) od 16 czerwca 2009 r.
- gminie Czyże (Гміна Чыжы) od 8 lutego 2010 r.
- gminie wiejskiej Hajnówka (Гміна Гайнаўка) od 28 maja 2010 r.

Ponadto w 2015 roku było 26 aktywnych tłumaczy przysięgłych języka białoruskiego.

## Obecna sytuacja języka białoruskiego
Białoruski został uznany przez UNESCO za jeden z języków zagrożonych wyginięciem. W ciągu dziesięciu lat, które minęły między dwoma ostatnimi spisami powszechnymi – od 1999 do 2009 roku – odsetek osób, które mówią po białorusku w domu, spadł na Białorusi z 37 do 23 proc. Liczba osób mówiących stale w tym języku obniżyła się od 2009 do 2012 z 5,8 do 3,9 procent.
W czerwcu 2014 centrum socjologiczne «Laboratorium Nowak» przeprowadziło badanie socjologiczne na Białorusi wg którego 99,4% badanych czytało literaturę piękną w języku rosyjskim, preferowało literaturę w języku rosyjskim 93,7% badanych, zaledwie 5% preferowało literaturę piękną w języku białoruskim. Natomiast kiedy badani mieli możliwość wybierania kilku wariantów odpowiedzi ponad 99% badanych wybrali język rosyjski a prawie 28% języki i rosyjski i białoruski.
Obecny stan języka białoruskiego porównują do stanu języka irlandzkiego w Irlandii.

## Alfabet
Do zapisu języka białoruskiego stosowano dwa alfabety: cyrylicę lub alfabet łaciński – tzw. łacinkę białoruską. Tatarzy mieszkający na Białorusi stosowali do zapisu tego języka specjalną białoruską odmianę alfabetu arabskiego. Obecnie język ten zapisywany jest niemal wyłącznie za pomocą cyrylicy.
| Litera   | Wymowa |
| -------- | --- |
| А а      | a |
| Б б      | b |
| В в      | w |
| Г г      | dźwięczne h; w niektórych wyrazach pochodzenia obcego g                                                                          |
| Д д      | d (zawsze twarde) |
| Е е      | na początku słowa, po samogłosce, po miękkim znaku i po apostrofie je; po spółgłosce e + zmiękczenie poprzedniej spółgłoski (ie) |
| Ё ё      | na początku słowa, po samogłosce, po miękkim znaku i po apostrofie jo; po spółgłosce o + zmiękczenie poprzedniej spółgłoski (io) |
| Ж ж      | ż (głoska stwardniała) |
| З з      | z; w wersji miękkiej (przed: я, е, ё, ю, ь, і), dźwięk wymawiany jak coś pomiędzy z a ź                                          |
| І і      | i; po miękkim znaku i po apostrofie ji                                                                                           |
| Й й      | j |
| К к      | k |
| Л л      | sceniczne (dawne) ł; w wersji miękkiej (przed: я, е, ё, ю, ь, і), jak polskie miękkie l                                          |
| М м      | m |
| Н н      | n; w wersji miękkiej (przed: я, е, ё, ю, ь, і), jak ń                                                                            |
| О о      | o |
| П п      | p |
| Р р      | r (głoska stwardniała) |
| С с      | s; w wersji miękkiej (przed: я, е, ё, ю, ь, і), dźwięk wymawiany jak coś pomiędzy s a ś                                          |
| Т т      | t (zawsze twarde) |
| У у      | u |
| Ў ў      | ł |
| Ф ф      | f |
| Х х      | ch |
| Ц ц      | c; w wersji miękkiej (przed: я, е, ё, ю, ь, і), dźwięk wymawiany jak coś pomiędzy c a ć                                          |
| Ч ч      | cz (głoska stwardniała) |
| Ш ш      | sz (głoska stwardniała) |
| Ы ы      | y |
| Ь ь      | zmiękcza poprzedzającą go spółgłoskę                                                                                             |
| Э э      | e |
| Ю ю      | na początku słowa, po samogłosce, po miękkim znaku i po apostrofie ju; po spółgłosce u + zmiękczenie poprzedniej spółgłoski (iu) |
| Я я      | na początku słowa, po samogłosce, po miękkim znaku i po apostrofie ja; po spółgłosce a + zmiękczenie poprzedniej spółgłoski (ia) |
| ’        | pomijany w czytaniu |
| Dwuznaki | |
| Дз дз    | dz; w wersji miękkiej (przed: я, е, ё, ю, ь, і), dźwięk wymawiany jak coś pomiędzy dz a dź                                       |
| Дж дж    | dż (głoska stwardniała) |

Akanie jest uwzględnione w pisowni, np. карова (karowa – krowa), Лукашэнка (Łukaszenka).

### Transkrypcja
Odpowiedniki liter przy transkrypcji są podane w poniższej tabelce. Litery, przy których istnieją dodatkowe reguły, oznaczone są gwiazdką.
| Litera | Transkrypcja    |
| ------ | --------------- |
| А а    | a               |
| Б б    | b               |
| В в    | w               |
| Г г    | h               |
| Д д    | d               |
| Е е    | je, ie, e *     |
| Ё ё    | jo, io, o *     |
| Ж ж    | ż               |
| З з    | z               |
| І і    | i               |
| Й й    | j               |
| К к    | k               |
| Л л    | ł, l *          |
| М м    | m               |
| Н н    | n               |
| О о    | o               |
| П п    | p               |
| Р р    | r               |
| С с    | s               |
| Т т    | t               |
| У у    | u               |
| Ў ў    | ŭ*              |
| Ф ф    | f               |
| Х х    | ch              |
| Ц ц    | c               |
| Ч ч    | cz              |
| Ш ш    | sz              |
| Ы ы    | y               |
| Ь ь    | pomija się, ‘ * |
| Э э    | e               |
| Ю ю    | ju, iu, u *     |
| Я я    | ja, ia, a *     |
| ’      | pomija się      |

Literę л oddaje się
- przez l przed ь, і, е, я, ё, ю, ль, лі, ле, ля, лё, лю np. зелле – zielle, пяклі – piakli;
- przez ł w innych sytuacjach, np. гарэлка – harełka.

Litery е, ë, ю, я oddaje się
- przez je, jo, ju, ja na początku wyrazów, po samogłoskach oraz ь i ', np. ем – jem, сям'ёю – siamjoju;
- przez e, o, u, a po л np. сьлёз – śloz;
- przez ie, io, iu, ia po innych spółgłoskach, np. цёпла – ciopła.

Literę Ў oddaje się przez ŭ dla potrzeb bibliotecznych, a przez u dla potrzeb wydawniczych, np. слоўнік – słoŭnik/słounik, воўк – woŭk/wouk.
Literę ь
- pomija się po л, np. соль – sol;
- oddaje się przez znak zmiękczenia (´, nie apostrof ') w innych sytuacjach, np. дзень – dzień, ехаць – jechać.

## Charakterystyczne cechy
- Akcentowane samogłoski o, y oraz e, i w wyrazach rodzimych otrzymują spółgłoskę protetyczną в w nagłosie lub na początku zgłoski, np. вoбpaз, вyж, вocпa, нaвyкa, нaвoддaль
- Nagłosowe e otrzymuje w białoruskim protetyczne г, np.: гэты, zaś i protezę й, np.: іскра (czyt. j'iskra), iгpaны (j'ihrany).
- Występuje opozycja między bezdźwięcznym х i dźwięcznym, szczelinowym г (jak w wyrazie Bohdan).
- Występowanie alternacji л vs. ў, np. дaў – дaлa, yзяў – yзялa, zob. wałczenie
- Występowanie alternacji в vs. ў przed spółgłoskami np. галава – галоўка, размова - размаўляць
- Spółgłoski ч, ж, ш, дж, р, д, т są zawsze twarde
- Zanik grupy дл np. еў (jadł), пайшоў (poszedł) (cecha wspólna wszystkich języków wschodnio- i południowosłowiańskich). Wyjątek stanowią zapożyczenia z języka polskiego np. ядловец
- Dziekanie i ciekanie czyli wymowa miękkiego дз' zamiast miękkiego д' (сад – у садзе, дзень, вада – аб вадзе), i miękkiego ц' zamiast miękkiego т' (дакумент – аб дакуменце, цвёрды)
- Występowanie długich spółgłosek л, н, дз, с, ш, ж, ч, ц (np. цвіллю, пытанне, разводззе, рознагалоссе, мышшу, збожжа, ноччу, смецце) w pozycji między samogłoskami
- Akanie i jakanie
- Akcent swobodny i ruchomy np. горад – гарады, дом – дамы
- Dwie koniugacje – I, II. Istnieje także kilka czasowników o odmianie mieszanej np.: бегчы, есці, даць.
- Czasowniki I koniugacji w 3.os. liczby pojedynczej czasu teraźniejszego nie mają końcowego t: ён(яна) чытае, ён(яна) піша (w odróżnieniu od rosyjskiego).
- Brak n w nagłosie form przypadków zależnych zaimka 3.os.: з ім, з ёй(ёю), аб ім, аб ёй.
- Przymiotniki, liczebniki porządkowe, imiesłowy przymiotnikowe rodzaju męskiego, w odróżnieniu od rosyjskiego i ukraińskiego, nie mają w końcówce mianownika spółgłoski -j. np.: вясёлы, вялікі, першы, дзевяты, напісаны.
- 3 deklinacje:
  - I – rzeczowniki rodzaju męskiego i nijakiego (zakończone na -а, -е, -о, -ё) np.: герой, мастак, воблака, сэрца, поле, жніво, жыццё.
  - II – rzeczowniki rodzaju żeńskiego i zakończone na -а, -я np.: казка, мяжа, просьба.
  - III – rzeczowniki rodzaju żeńskiego z miękka spółgłoskową końcówką, z zakończeniem na spółgłoski syczące, na р i z zerową końcówką np.: баль, рунь, мясцовасць, сувязь, ноч, мыш.
  - Istnieją też rzeczowniki o odmianie mieszanej. Zaliczają się do niej rzeczowniki:
    - rodzaju nijakiego zakończone na -мя (імя, племя, стрэмя)
    - rodzaju nijakiego oznaczające małe istoty np.: дзіця(ё), кураня(ё), шчаня(ё), птушаня(ё)
    - rodzaju męskiego zakończone na -ін (-ын), -анін (-янін), -а (-я) np.: грамадзянін, селянін, мужчына, дзядзька.
    - rzeczowniki pejoratywne, oznaczające osoby płci męskiej np.: злюка, гарэза, непаседа. Te same rzeczowniki, oznaczające osoby płci żeńskiej, odmieniają się według II deklinacji. Por. D – непаседы (r. m. i ż), C – непаседу (r.m.), непаседзе (r.ż); N – непаседам (r.m.), непаседай (r.ż.); Ms. – непаседу (r.m.), непседзе (r.ż.).

  - Istnieje grupa rzeczowników nieodmiennych. Są to słowa zapożyczone z języków obcych (z francuskiego, angielskiego itd.).

## Gramatyka

### Deklinacja rzeczowników
W nawiasach, przy poszczególnych przykładach, wyrazy napisane są białoruską łacinką.
| Przypadek   | I -г, -к, -х | II -ж, -р, -ц, -ч, -ш | III ~ь, ~й | IV pozostałe litery |
| ----------- | ------------ | --------------------- | ---------- | ------------------- |
| Mianownik   | ø            | ø                     | ь, й       | ø                   |
| Dopełniacz  | а            | а                     | я          | а                   |
| Celownik    | у            | ы                     | ю          | у                   |
| Biernik     | ø            | ø                     | ь, й       | ø                   |
| Narzędnik   | ом/ам"       | ом/ам"                | ём/ем"     | ом/ам"              |
| Miejscownik | у            | ы                     | і          | е’                  |

Objaśnienia
" pierwszą formę pisze się pod akcentem, a drugą nie
' głoski т, д wymieniają się na ц, дз
| Przypadek   | I -г, -к, -х      | II -ж, -р, -ц, -ч, -ш | III ~ь, ~й                     | IV pozostałe litery |
| ----------- | ----------------- | --------------------- | ------------------------------ | ------------------- |
| Mianownik   | пірог (piroh)     | двор (dvor)           | пень (pień), ручай (ručaj)     | стол (stoł)         |
| Dopełniacz  | пірaга (piraha)   | двара (dvara)         | пня (pnia), ручая (ručaja)     | стала (stała)       |
| Celownik    | пірaгу (pirahu)   | двары (dvary)         | пню (pniu), ручаю (ručaju)     | сталу (stału)       |
| Biernik     | пірог (piroh)     | двор (dvor)           | пень (pień), ручай (ručaj)     | стол (stoł)         |
| Narzędnik   | пірaгом (pirahom) | дваром (dvarom)       | пнём (pniom), ручаём (ručajom) | сталом (stałom)     |
| Miejscownik | пірaгу (pirahu)   | двары (dvary)         | пні (pni), ручаі (ručai)       | стале (stale)       |

| Przypadek   | I -г, -к, -х | II -ж, -р, -ц, -ч, -ш | III ~ь, ~й | IV pozostałe litery |
| ----------- | ------------ | --------------------- | ---------- | ------------------- |
| Mianownik   | і            | ы                     | і          | ы                   |
| Dopełniacz  | оў/аў"       | оў/аў"                | ёў/яў"     | оў/аў"              |
| Celownik    | ам           | ам                    | ям         | ам                  |
| Biernik     | і            | ы                     | і          | ы                   |
| Narzędnik   | амі          | амі                   | ямі        | амі                 |
| Miejscownik | ах           | ах                    | ях         | ах                  |

Objaśnienie
" pierwszą formę pisze się pod akcentem, a drugą nie.
| Przypadek   | I -г, -к, -х        | II -ж, -р, -ц, -ч, -ш | III ~ь, ~й                         | IV pozostałe litery |
| ----------- | ------------------- | --------------------- | ---------------------------------- | ------------------- |
| Mianownik   | пірагі (pirahi)     | двары (dvary)         | пні (pni), ручаі (ručai)           | сталы (stały)       |
| Dopełniacz  | пірaгоў (pirahoŭ)   | двароў (dvaroŭ)       | пнёў (pnioŭ), ручаёў (ručajoŭ)     | сталоў (stałoŭ)     |
| Celownik    | пірагам (piraham)   | дварам (dvaram)       | пням (pniam), ручаям (ručajam)     | сталам (stałam)     |
| Biernik     | пірагі (pirahi)     | двары (dvary)         | пні (pni), ручаі (ručai)           | сталы (stały)       |
| Narzędnik   | пірaгамі (pirahami) | дварамі (dvarami)     | пнямі (pniami), ручаямі (ručajami) | сталамі (stałami)   |
| Miejscownik | пірaгах (pirahach)  | дварах (dvarach)      | пнях (pniach), ручаях (ručajach)   | сталах (stałach)    |

| Przypadek   | I ~а (poprzedzone przez: г, к, х) | II ~а (poprzedzone przez: ж, р, ц, ч, ш) | III ~я | IV ~а (poprzedzone innymi literami) | V ~ь | VI -ж, -р, -ж, -ц, -ч, -ш |
| ----------- | --------------------------------- | ---------------------------------------- | ------ | ----------------------------------- | ---- | ------------------------- |
| Mianownik   | а                                 | а                                        | я      | а                                   | ь    | ø                         |
| Dopełniacz  | і                                 | ы                                        | і      | ы                                   | і    | ы                         |
| Celownik    | е'                                | ы                                        | і      | е.                                  | і    | ы                         |
| Biernik     | у                                 | у                                        | ю      | у                                   | ь    | ø                         |
| Narzędnik   | ой/ай”                            | ой/ай”                                   | ёй/яй” | ой/ай”                              | ю”’  | у”’                       |
| Miejscownik | е'                                | ы                                        | і      | е.                                  | і    | ы                         |

Objaśnienia
' głoski г, х i к wymieniają się na з, с i ц
. głoski т, д wymieniają się na ц, дз
" pierwszą formę pisze się pod akcentem, a drugą nie.
"' podwaja się ostatnią spółgłoskę
| Przypadek   | I ~а (poprzedzone przez: г, к, х) | II ~а (poprzedzone przez: ж, р, ц, ч, ш) | III ~я           | IV ~а (poprzedzone innymi literami) | V ~ь                | VI -ж, -р, -ж, -ц, -ч, -ш |
| ----------- | --------------------------------- | ---------------------------------------- | ---------------- | ----------------------------------- | ------------------- | ------------------------- |
| Mianownik   | нага (naha)                       | мяжа (miaža)                             | зямля (ziamla)   | сцяна (ściana)                      | сувязь (suviaź)     | ноч (noč)                 |
| Dopełniacz  | нагі (nahi)                       | мяжы (miažy)                             | зямлі (ziamli)   | сцяны (ściany)                      | сувязі (suviazi)    | ночы (nočy)               |
| Celownik    | назе (nazie)                      | мяжы (miažy)                             | зямлі (ziamli)   | сцяне (ścianie)                     | сувязі (suviazi)    | ночы (nočy)               |
| Biernik     | нагу (nahu)                       | мяжу (miažu)                             | зямлю (ziamlu)   | сцяну (ścianu)                      | сувязь (suviaź)     | ноч (noč)                 |
| Narzędnik   | нагой (nahoj)                     | мяжой (miažoj)                           | зямлёй (ziamloj) | сцяной (ścianoj)                    | сувяззю (suviaźziu) | ноччу (nočču)             |
| Miejscownik | назе (nazie)                      | мяжы (miažy)                             | зямлі (ziamli)   | сцяне (ścianie)                     | сувязі (suviazi)    | ночы (nočy)               |

| Przypadek   | I ~а (poprzedzone przez: г, к, х) | II ~а (poprzedzone przez: ж, р, ц, ч, ш) | III ~я | IV ~а (poprzedzone innymi literami) | V ~ь   | VI -ж, -р, -ж, -ц, -ч, -ш |
| ----------- | --------------------------------- | ---------------------------------------- | ------ | ----------------------------------- | ------ | ------------------------- |
| Mianownik   | і                                 | ы                                        | і      | ы                                   | і      | ы                         |
| Dopełniacz  | ø                                 | аў                                       | яў     | ø                                   | ей/яў" | эй/аў"                    |
| Celownik    | ам/ах"                            | ам                                       | ям     | ам                                  | ям     | ам                        |
| Biernik     | і                                 | ы                                        | і      | ы                                   | і      | ы                         |
| Narzędnik   | амі                               | амі                                      | ямі    | амі                                 | ямі    | амі                       |
| Miejscownik | ах                                | ах                                       | ях     | ах                                  | ях     | ах                        |

Objaśnienie
" pierwszą formę pisze się pod akcentem, a drugą nie.
| Przypadek   | I ~а (poprzedzone przez: г, к, х) | II ~а (poprzedzone przez: ж, р, ц, ч, ш) | III ~я             | IV ~а (poprzedzone innymi literami) | V ~ь                  | VI -ж, -р, -ж, -ц, -ч, -ш |
| ----------- | --------------------------------- | ---------------------------------------- | ------------------ | ----------------------------------- | --------------------- | ------------------------- |
| Mianownik   | ногі (nohi)                       | межы (miežy)                             | землі (ziemli)     | сцены (ścieny)                      | сувязі (suviazi)      | ночы (nočy)               |
| Dopełniacz  | ног (noh)                         | межаў (miežaǔ)                           | земляў (ziemlaǔ)   | сцен (ścien)                        | сувязяў (suviaziaǔ)   | начэй (načej)             |
| Celownik    | нагам (naham)                     | межам (miežam)                           | землям (ziemlam)   | сценам (ścienam)                    | сувязям (suviaziam)   | начам (načam)             |
| Biernik     | ногі (nohi)                       | межы (miežy)                             | землі (ziemli)     | сцены (ścieny)                      | сувязі (suviazi)      | ночы (nočy)               |
| Narzędnik   | нагамі (nahami)                   | межамі (miežami)                         | землямі (ziemlami) | сценамі (ścienami)                  | сувязямі (suviaziami) | начамі (načami)           |
| Miejscownik | нагах (nahach)                    | межах (miežach)                          | землях (ziemlach)  | сценах (ścienach)                   | сувязях (suviaziach)  | начах (načach)            |

| Przypadek   | I ~а (poprzedzone przez: г, к, х) | II ~а (poprzedzone przez: ж, р, ц, ч, ш) | III ~о (poprzedzone przez: ж, р, ц, ч, ш) | IV ~а (poprzedzone innymi literami) | V ~о (poprzedzone innymi literami) | VI ~е | VII ~ё | VIII ~мя | IX ~я |
| ----------- | --------------------------------- | ---------------------------------------- | ----------------------------------------- | ----------------------------------- | ---------------------------------- | ----- | ------ | -------- | ----- |
| Mianownik   | а                                 | а                                        | о                                         | а                                   | о                                  | е     | ё      | мя       | я     |
| Dopełniacz  | а                                 | а                                        | а                                         | а                                   | а                                  | я     | я      | мя       | яці   |
| Celownik    | у                                 | у                                        | у                                         | у                                   | у                                  | ю     | ю      | мю       | яці   |
| Biernik     | а                                 | а                                        | о                                         | а                                   | о                                  | е     | ё      | мя       | я     |
| Narzędnik   | ам                                | ам                                       | ом                                        | ам                                  | ом                                 | ем    | ём     | мем      | ём    |
| Miejscownik | у                                 | ы                                        | ы                                         | е.                                  | е.                                 | і     | і      | мі       | яці   |

Objaśnienia
. głoski т, д wymieniają się na ц, дз
| Przypadek   | I ~а (poprzedzone przez: г, к, х) | II ~а (poprzedzone przez: ж, р, ц, ч, ш) | III ~о (poprzedzone przez: ж, р, ц, ч, ш) | IV ~а (poprzedzone innymi literami) | V ~о (poprzedzone innymi literami) | VI ~е                    | VII ~ё           | VIII ~мя           | IX ~я            |
| ----------- | --------------------------------- | ---------------------------------------- | ----------------------------------------- | ----------------------------------- | ---------------------------------- | ------------------------ | ---------------- | ------------------ | ---------------- |
| Mianownik   | воблака (vobłaka)                 | акенца (akienca)                         | вядро (viadro)                            | кола (koła)                         | крыло (kryło)                      | пакаленне (pakaleńnie)   | жыццё (žyćcio)   | стрэмя (stremia)   | цяля (ciala)     |
| Dopełniacz  | воблака (vobłaka)                 | акенца (akienca)                         | вядра (viadra)                            | кола (koła)                         | крыла (kryła)                      | пакалення (pakaleńnia)   | жыцця (žyćcia)   | стрэмя (stremia)   | цяляці (cialaci) |
| Celownik    | воблаку (vobłaku)                 | акенцу (akiencu)                         | вядру (viadru)                            | колу (kołu)                         | крылу (kryłu)                      | пакаленню (pakaleńniu)   | жыццю (žyćciu)   | стрэмю (stremiu)   | цяляці (cialaci) |
| Biernik     | воблака (vobłaka)                 | акенца (akienca)                         | вядро (viadro)                            | кола (koła)                         | крыло (kryło)                      | пакаленне (pakaleńnie)   | жыццё (žyćcio)   | стрэмя (stremia)   | цяля (ciala)     |
| Narzędnik   | воблакам (vobłakam)               | акенцам (akiencam)                       | вядром (viadrom)                          | колам (kołam)                       | крылом (kryłom)                    | пакаленнем (pakaleńniem) | жыццём (žyćciom) | стрэмем (stremiem) | цялём (cialom)   |
| Miejscownik | воблаку (vobłaku)                 | акенцы (akiency)                         | вядры (viadry)                            | коле (kole)                         | крыле (kryle)                      | пакаленні (pakaleńni)    | жыцці (žyćci)    | стрэмі (stremi)    | цяляці (cialaci) |

| Przypadek   | I ~а (poprzedzone przez: г, к, х) | II ~а (poprzedzone przez: ж, р, ц, ч, ш) | III ~о (poprzedzone przez: ж, р, ц, ч, ш) | IV ~а (poprzedzone innymi literami) | V ~о (poprzedzone innymi literami) | VI ~е | VII ~ё | VIII ~мя | IX ~я |
| ----------- | --------------------------------- | ---------------------------------------- | ----------------------------------------- | ----------------------------------- | ---------------------------------- | ----- | ------ | -------- | ----- |
| Mianownik   | і                                 | ы                                        | ы                                         | ы                                   | ы                                  | я     | і      | мёны     | яты   |
| Dopełniacz  | аў                                | аў                                       | оў                                        | аў                                  | аў                                 | яў    | яў     | мёнаў    | ят    |
| Celownik    | ам                                | ам                                       | ам                                        | ам                                  | ам                                 | ям    | ям     | мёнам    | ятах  |
| Biernik     | і                                 | ы                                        | ы                                         | ы                                   | ы                                  | я     | і      | мёны     | ят    |
| Narzędnik   | амі                               | амі                                      | амі                                       | амі                                 | амі                                | ямі   | ямі    | мёнамі   | ятамі |
| Miejscownik | ах                                | ах                                       | ах                                        | ах                                  | ах                                 | ях    | ях     | мёнах    | ятах  |

### Deklinacja przymiotników
| Przypadek   | rodzaj męski  | rodzaj żeński | rodzaj nijaki | liczba mnoga |
| ----------- | ------------- | ------------- | ------------- | ------------ |
| Mianownik   | ы             | ая            | ое/ае         | ыя           |
| Dopełniacz  | ога/ага       | ой/ай         | ога/ага       | ых           |
| Celownik    | ому/аму       | ой/ай         | ому/аму       | ым           |
| Biernik     | ы (ога)/(ага) | ую            | ое/ае         | ыя (ых)      |
| Narzędnik   | ым            | ой/ай         | ым            | ымі          |
| Miejscownik | ым            | ой/ай         | ым            | ых           |

Końcówek po / używa się, gdy akcent pada na temat.
| Przypadek   | rodzaj męski  | rodzaj żeński | rodzaj nijaki | liczba mnoga |
| ----------- | ------------- | ------------- | ------------- | ------------ |
| Mianownik   | i             | ая            | ое/ае         | ія           |
| Dopełniacz  | ога/ага       | ой/ай         | ога/ага       | іх           |
| Celownik    | ому/аму       | ой/ай         | ому/аму       | ім           |
| Biernik     | і (ога)/(ага) | ую            | ое/ае         | ія (іх)      |
| Narzędnik   | ім            | ой/ай         | ім            | імі          |
| Miejscownik | ім            | ой/ай         | ім            | іх           |

Końcówek po / używa się, gdy akcent pada na temat.
| Przypadek   | rodzaj męski | rodzaj żeński | rodzaj nijaki | liczba mnoga |
| ----------- | ------------ | ------------- | ------------- | ------------ |
| Mianownik   | i            | яя            | яе            | ія           |
| Dopełniacz  | яга          | яй            | яга           | іх           |
| Celownik    | яму          | яй            | яму           | ім           |
| Biernik     | і (яга)      | юю            | яе            | ія (іх)      |
| Narzędnik   | ім           | яй            | ім            | імі          |
| Miejscownik | ім           | яй            | ім            | іх           |

Końcówek po / używa się, gdy akcent pada na temat.

### Koniugacja
W nawiasach, przy poszczególnych przykładach, wyrazy napisane są białoruską łacinką.
I Koniugacja
Czasowniki dzielą się na 4 grupy:
- czasowniki z tematem zakończonym na samogłoskę i z akcentem na końcówce np. даваць, пець, бiць.

| Osoba  | l. poj. | l. mn. |
| ------ | ------- | ------ |
| 1. os  | -ю      | -ём    |
| 2. os. | -еш     | -яце   |
| 3. os. | -е      | -юць   |

| Osoba  | l. poj.      | l. mn.          |
| ------ | ------------ | --------------- |
| 1. os  | даю (daju)   | даём (dajom)    |
| 2. os. | даеш (daješ) | даяце (dajacie) |
| 3. os. | дае (daje)   | даюць (dajuć)   |

W niektórych czasownikach temat jest skracany do spółgłoski ь lub ’.
| Osoba  | l. poj.     | l. mn.         |
| ------ | ----------- | -------------- |
| 1. os  | б’ю (bju)   | б’ём (bjom)    |
| 2. os. | б’еш (bješ) | б’яце (bjacie) |
| 3. os. | б’е (bje)   | б’юць (bjuć)   |

- czasowniki z tematem zakończonym na samogłoskę i z akcentem na temacie np. чакаць, гадаць, шыць.

| Osoba  | l. poj. | l. mn. |
| ------ | ------- | ------ |
| 1. os  | -ю      | -ем    |
| 2. os. | -еш     | -еце   |
| 3. os. | -е      | -юць   |

| Osoba  | l. poj.          | l. mn.              |
| ------ | ---------------- | ------------------- |
| 1. os  | чакаю (čakaju)   | чакаем (čakajem)    |
| 2. os. | чакаеш (čakaješ) | чакаеце (čakajecie) |
| 3. os. | чакае (čakaje)   | чакаюць (čakajuć)   |

- czasowniki z tematem zakończonym na spółgłoskę i z akcentem na końcówce np. жыць, зваць, грызці

| Osoba  | l. poj. | l. mn.    |
| ------ | ------- | --------- |
| 1. os  | -у      | -ём/-ом   |
| 2. os. | -еш/-эш | -яце/-аце |
| 3. os. | -е/-э   | -уць      |

Użycie drugiej wersji końcówek zostanie zaznaczone przy poszczególnych przykładach.
| Osoba  | l. poj.        | l. mn.            |
| ------ | -------------- | ----------------- |
| 1. os  | жыву (žyvu)    | жывём (žyviom)    |
| 2. os. | жывеш (žyvieš) | жывяце (žyviacie) |
| 3. os. | жыве (žyvie)   | жывуць (žyvuć)    |

W czasownikach, w których temat kończy się na т lub д, wymienia się powyższe głoski na ц i дз przed samogłoskami jotowanymi.
| Osoba  | l. poj.            | l. mn.                |
| ------ | ------------------ | --------------------- |
| 1. os  | кладу (kładu)      | кладзём (kładziom)    |
| 2. os. | кладзеш (kładzieš) | кладзяце (kładziacie) |
| 3. os. | кладзе (kładzie)   | кладуць (kładuć)      |

W czasownikach, w których temat kończy się na г lub к, używa się drugiej wersji końcówek, przed którymi powyższe głoski wymienia się na ж i ч.
| Osoba  | l. poj.        | l. mn.            |
| ------ | -------------- | ----------------- |
| 1. os  | пяку (piaku)   | пячом (piačom)    |
| 2. os. | пячэш (piačeš) | пячаце (piačacie) |
| 3. os. | пячэ (piače)   | пякуць (piakuć)   |

W czasownikach, w których temat kończy się na ж, ш, ч i р używa się drugiej wersji końcówek.
| Osoba  | l. poj.        | l. mn.            |
| ------ | -------------- | ----------------- |
| 1. os  | бяру (biaru)   | бяром (biarom)    |
| 2. os. | бярэш (biareš) | бяраце (biaracie) |
| 3. os. | бярэ (biare)   | бяруць (biaruć)   |

- czasowniki z tematem zakończonym na spółgłoskę i z akcentem na temacie np. цягнуць, быць, ехаць

| Osoba  | l. poj. | l. mn.    |
| ------ | ------- | --------- |
| 1. os  | -у      | -ем/-ам   |
| 2. os. | -еш/-аш | -еце/-аце |
| 3. os. | -е/-а   | -уць      |

Użycie drugiej wersji końcówek zostanie zaznaczone przy poszczególnych przykładach.
| Osoba  | l. poj.           | l. mn.               |
| ------ | ----------------- | -------------------- |
| 1. os  | цягну (ciahnu)    | цягнем (ciahniem)    |
| 2. os. | цягнеш (ciahnieš) | цягнеце (ciahniecie) |
| 3. os. | цягне (ciahnie)   | цягнуць (ciahnuć)    |

W czasownikach, w których temat kończy się na т lub д, wymienia się powyższe głoski na ц i дз przed samogłoskami jotowanymi.
| Osoba  | l. poj.          | l. mn.              |
| ------ | ---------------- | ------------------- |
| 1. os  | буду (budu)      | будзем (budziem)    |
| 2. os. | будзеш (budzieš) | будзеце (budziecie) |
| 3. os. | будзе (budzie)   | будуць (buduć)      |

W czasownikach, w których temat kończy się na г lub к, używa się drugiej wersji końcówek, przed którymi powyższe głoski wymienia się na ж i ч.
| Osoba  | l. poj.       | l. mn.           |
| ------ | ------------- | ---------------- |
| 1. os  | магу (mahu)   | можам (možam)    |
| 2. os. | можаш (možaš) | можаце (možacie) |
| 3. os. | можа (moža)   | могуць (mohuć)   |

W czasownikach, w których temat kończy się na ж, ш, ч i р używa się drugiej wersji końcówek.
| Osoba  | l. poj.       | l. mn.           |
| ------ | ------------- | ---------------- |
| 1. os  | рэжу (režu)   | рэжам (režam)    |
| 2. os. | рэжаш (režaš) | рэжаце (režacie) |
| 3. os. | рэжа (reža)   | рэжуць (režuć)   |

II Koniugacja
Czasowniki takie jak: валіць, гнаць, ставіць, карміць.
| Osoba  | l. poj.   | l. mn.    |
| ------ | --------- | --------- |
| 1. os  | -ю/-у     | -ім/-ым   |
| 2. os. | -іш/-ыш   | -іце/-ыце |
| 3. os. | -іць/-ыць | -яць/-аць |

Użycie drugiej wersji końcówek zostanie zaznaczone przy poszczególnych przykładach.
| Osoba  | l. poj.        | l. mn.           |
| ------ | -------------- | ---------------- |
| 1. os  | стаю (staju)   | стаім (staim)    |
| 2. os. | стаіш (staiš)  | стаіце (staicie) |
| 3. os. | стаіць (staić) | стаяць (stajać)  |

W czasownikach, w których temat kończy się na п, б, ф, i в pomiędzy temat a końcówkę wstawia się literę л.
| Osoba  | l. poj.        | l. mn.           |
| ------ | -------------- | ---------------- |
| 1. os  | куплю (kuplu)  | купім (kupim)    |
| 2. os. | купіш (kupiš)  | купіце (kupicie) |
| 3. os. | купіць (kupić) | купяць (kupiać)  |

W czasownikach, w których temat kończy się na дз, ц, з, с, i сц wymienia się powyższe głoski na дж, ч, ж, ш, шч w 1 os. l. poj.
| Osoba  | l. poj.           | l. mn.              |
| ------ | ----------------- | ------------------- |
| 1. os  | хаджу (chadžu)    | ходзім (chodzim)    |
| 2. os. | ходзіш (chodziš)  | ходзіце (chodzicie) |
| 3. os. | ходзіць (chodzić) | ходзяць (chodziać)  |

W czasownikach, w których temat kończy się na ж, ш, ч i р używa się drugiej wersji końcówek.
| Osoba  | l. poj.        | l. mn.           |
| ------ | -------------- | ---------------- |
| 1. os  | бачу (baču)    | бачым (bačym)    |
| 2. os. | бачыш (bačyš)  | бачыце (bačycie) |
| 3. os. | бачыць (bačyć) | бачаць (bačać)   |

## Przykłady języka białoruskiego
| Ja nie paeta, o kryj mianie Boža! Nia rvusia ja k słavie hetkaj ni mała. Choć piesieńku-dumku i vysnyju moža, Zavusia ja tolki Janka Kupała. Słavu paetaŭ raznosiać pa śviecie, Vianki ŭskładajuć i zvoniać pachvałaj. Ja ž cicha hraju - Chto cichich prykmiecie... At, viedama, ź vioski Janka Kupała... (Janka Kupała, 1913) | Умейце шанаваць чужыя алтары. Не, не чужым багам маліцца, А шанаваць людзей з другою верай Альбо бязвер'ем. Можна толькі так У згодзе жыць у каламутным свеце, Дзе злосна разбураюць алтары - Свае, чужыя, Шанаваць не ўмеюць Чужое веры і чужой крыві. Таму і пахне порахам з крывёю. (Fieliks Batoryn, 2001) |